# Xuân Lộc, Đắk Lắk
Xuân Lộc là một xã thuộc tỉnh Đắk Lắk, Việt Nam.

## Địa lý
Xã Xuân Lộc nằm ở phía bắc thị xã Sông Cầu, ven đầm Cù Mông và có vị trí địa lý:
- Phía đông giáp xã Xuân Hải
- Phía tây giáp xã Xuân Lâm
- Phía nam giáp xã Xuân Bình
- Phía bắc giáp tỉnh Bình Định.

Xã Xuân Lộc có diện tích 84,80 km², dân số năm 2023 là 18.558 người, mật độ dân số đạt 218 người/km².

## Hành chính
Xã Xuân Lộc được chia thành 7 thôn: Chánh Lộc, Diêm Trường, Long Thạnh, Mỹ Lộc, Mỹ Phụng, Thạch Khê, Thọ Lộc.

## Lịch sử
Dưới thời Việt Nam Cộng hòa, xã Xuân Lộc thuộc quận Sông Cầu, tỉnh Phú Yên.
Sau năm 1975, thành lập huyện Đồng Xuân thuộc tỉnh Phú Khánh trên cơ sở quận Sông Cầu và quận Đồng Xuân. Xã Xuân Lộc trực thuộc huyện Đồng Xuân.
Ngày 30 tháng 9 năm 1981, Hội đồng Bộ trưởng ban hành Quyết định số 100-HĐBT về việc chia xã Xuân Lộc thành 3 xã: Xuân Bình, Xuân Hải, Xuân Lộc.
Ngày 27 tháng 6 năm 1985, Hội đồng Bộ trưởng ban hành Quyết định số 189-HĐBT về việc thành lập huyện Sông Cầu thuộc tỉnh Phú Khánh trên cơ sở một phần của huyện Đồng Xuân. Xã Xuân Lộc trực thuộc huyện Sông Cầu.
Ngày 27 tháng 8 năm 2009, Chính phủ ban hành Nghị quyết số 42/NQ-CP về việc thành lập thành thị xã Sông Cầu thuộc tỉnh Phú Yên trên cơ sở toàn bộ huyện Sông Cầu. Xã Xuân Lộc trực thuộc thị xã Sông Cầu.